# Цератония
Церато́ния (лат. Ceratónia) — олиготипный род растений семейства Бобовые (Fabaceae). 

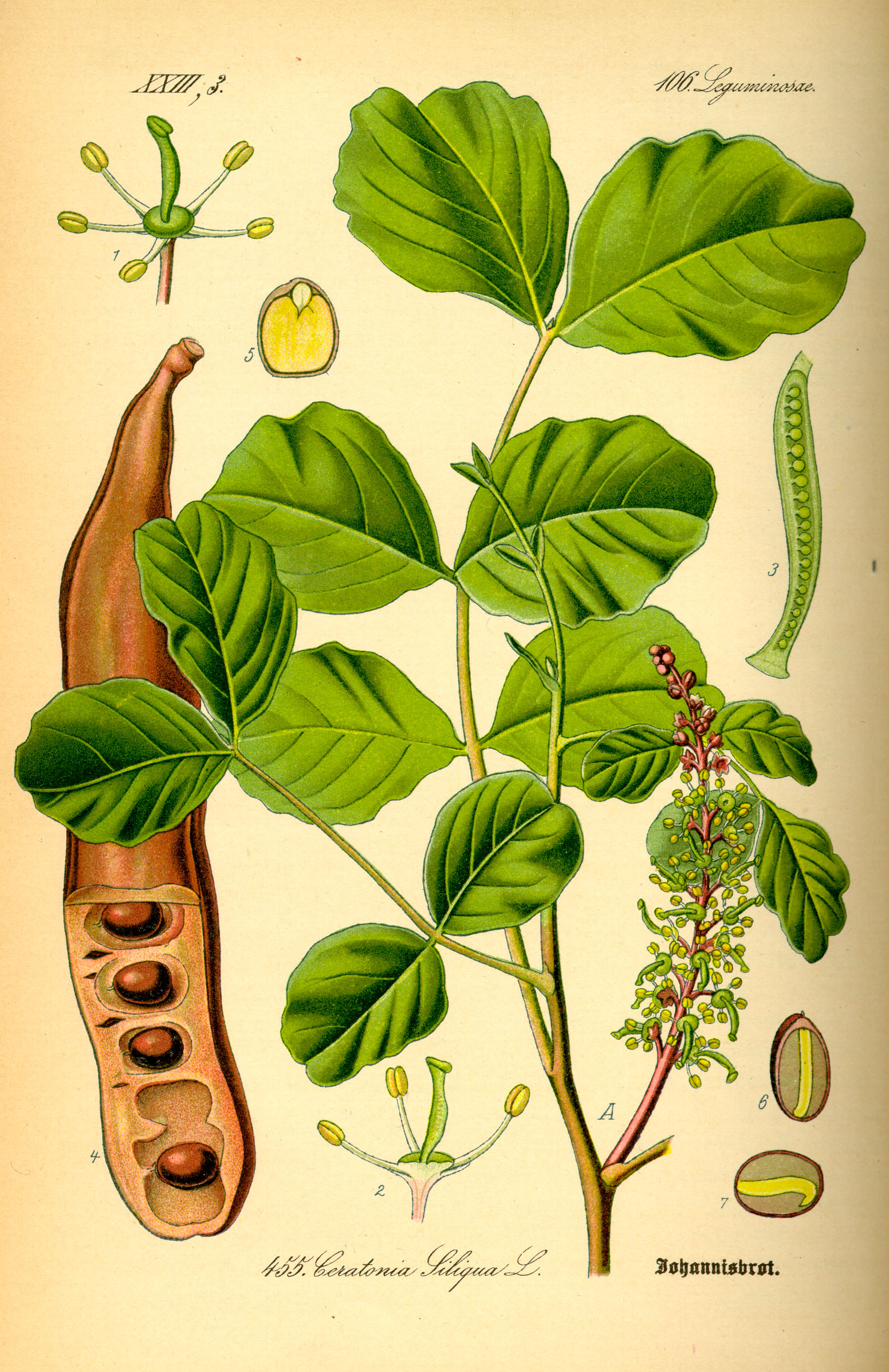
Рожковое дерево (Ceratonia siliqua)

Вечнозелёные деревья с парноперистыми листьями.
Один вид Ceratonia siliqua интродуцирован и культивируется во многих местах, включая средиземноморский регион и Китай.

## Название
Научное название рода происходит от греческого κεράτιον (сerátiοn), κέρας (сeras), означающего «рог». Термин карат, означающий меру веса, также исходит из того же греческого κεράτιον (сerátiοn), в связи с использованием в древнем Риме семян вида Ceratonia siliqua  в качестве меры веса.

## Описание
Вечнозелёные деревья, мелкого и среднего размера, с густой кроной. Листья резко перистые; прилистники маленькие или отсутствуют; листовки по 2—4 пары. 
Цветки мелкие, полигамные или раздельнополые, собраны в короткие кисти одиночные или в пучках. 
Лепестки отсутствуют. Тычинки в количестве пяти. Пыльники яйцевидные, разноплановые. Диск внутри тычинок раскидистый горизонтальный. Завязь на короткой ножке, семяпочки многочисленные. 
Боб сжатый, удлинённый, толстокожистый, нерасширяющийся, между семенами находятся мясистые участки, переходящие в эндокарпий. Семена многочисленные.

## Таксономия
Ceratonia L., Species Plantarum 2: 1026. 1753.
Синонимы
- Siliqua Duhamel, Traité des arbres et arbustes qui se cultivent en France en pleine terre. ii. 261. 1755.
- Ceratia Adans., Familles des Plantes (Adanson) 2: 319. 1763.

### Виды
Род долгое время считался монотипным, только в 1979 году был описан второй вид, произрастающий в Омане и Сомали
.  
включает два современных вида:
- Ceratonia oreothauma Hillc. et al.
- Ceratonia siliqua L. typus[1] — Рожковое дерево, или Цератония стручковая, или Цареградские стручки

Известен ископаемый вид †Ceratonia emarginata, окаменелости из миоцена с территории Швейцарии и Венгрии.

## Хозяйственное значение и применение
Рожковое дерево (Ceratonia siliqua) культивируется с целью получения пищевой добавки камеди Е410.